# 第五次江陳會談
第五次江陳會談，大陸作、臺灣作，在2010年6月29日於大陸重慶舉行。由海峽交流基金會董事長江丙坤率領代表團前往重慶，與海峽兩岸關係協會會長陳雲林舉行會談。會中雙方簽署「海峽兩岸經濟合作架構協議」及「海峽兩岸智慧財產權保護協議」。依據行政院大陸委員會2010年7月6日公布民調顯示，這次會談簽署的2項協議，最高有七成三的民眾持正面肯定的評價，且有高達近八成（79.3%）的民眾贊成繼續透過兩岸制度化協商，來處理兩岸交流問題。

## 結果
於2010年8月17日，歷經馬拉松式發言和表決大戰後，立法院晚間二讀表決通過眾所矚目的ECFA。
立法院職權行使法第7條規定，「立法院依憲法第63 條規定所議決之議案，除法律案、預算案應經三讀會議決外，其餘均經二讀會議決之。」
立法院晚間經過二讀表決後，ECFA正式宣告通過。立法院當天上午9時召開本會期第2次臨時會，朝野黨團各推派代表，針對協議文本逐條發言。
歷經約12小時的馬拉松式立委各自表述後，藍綠接著為是否「逐條表決」上演程序表決大戰，藍營憑藉人數優勢，表決通過ECFA及附件。
不過，通過的過程非常混亂，國民黨和民進黨各說各話，最後是在一片叫囂聲中拍板定案。